# Romeinse schilderkunst
De kennis van de Romeinse schilderkunst berust grotendeels op de vondsten van fresco’s uit de plaatsen die na de uitbarsting van de Vesuvius in 79 n.C. bedolven raakten. Van de Griekse schilderijen die de Romeinen naar Rome importeerden is niets bewaard gebleven, en evenmin van de schilderijen die sinds het einde van de 3e eeuw v.Chr. door de Romeinen zelf gemaakt werden voor triomftochten.

## Oudste Romeinse schilderkunst
Volgens de overlevering was Gaius Fabius de eerste Romeinse schilder. Het leverde hem – en zijn latere familieleden – de bijnaam Pictor (schilder) op. Hij bracht in 304 v.Chr. fresco’s aan in de tempel van Salus op het Quirinaal in Rome.
Het oudste fragment van een Romeins fresco dat bewaard is gebleven (nu in museum Centrale Montemartini te Rome) is gevonden in een graftombe in een necropolis bij de Esquilijn te Rome. Het laat gevechts- en oorlogsscènes zien in vier registers onder elkaar. De namen Q. Fabius en M. Fannius, die bij de centrale figuren zijn geschreven, maken het vrijwel zeker dat het gaat om een scène uit de Samnitische oorlogen (1e helft 3e eeuw v.Chr.) en dat het graf van een van beiden was.

## Vier Pompeiaanse stijlen
Op grond van de wandschilderingen die in de Campaanse plaatsen als Pompeï, Herculaneum, Stabiae en Boscoreale zijn gevonden, heeft de Duitse archeoloog August Mau (1840-1909) een indeling gemaakt in vier zogenaamde Pompeiaanse stijlen. Daarbij heeft hij gebruikgemaakt van de beschrijving van Vitruvius (De architectura VII, 5, 1-4), die betrekking heeft op de eerste drie van de stijlen van Mau. Deze indeling wordt ook toegepast op fresco’s die niet uit Pompeï of omgeving afkomstig zijn. De belangrijkste museumcollectie van Romeinse fresco’s buiten Campanië is die in het Palazzo Massimo te Rome, waar onder andere fresco’s te zien zijn uit de Villa van de Farnesina (tweede en derde stijl) en fresco’s met tuinscènes uit de Villa van Livia in Primaporta (ca. 20-10 v.Chr.).

Let wel: de indeling in stijlen heeft betrekking op de héle wand, niet op de losse figuurstukken die vanaf de late tweede stijl meestal onderdeel van de wand zijn.

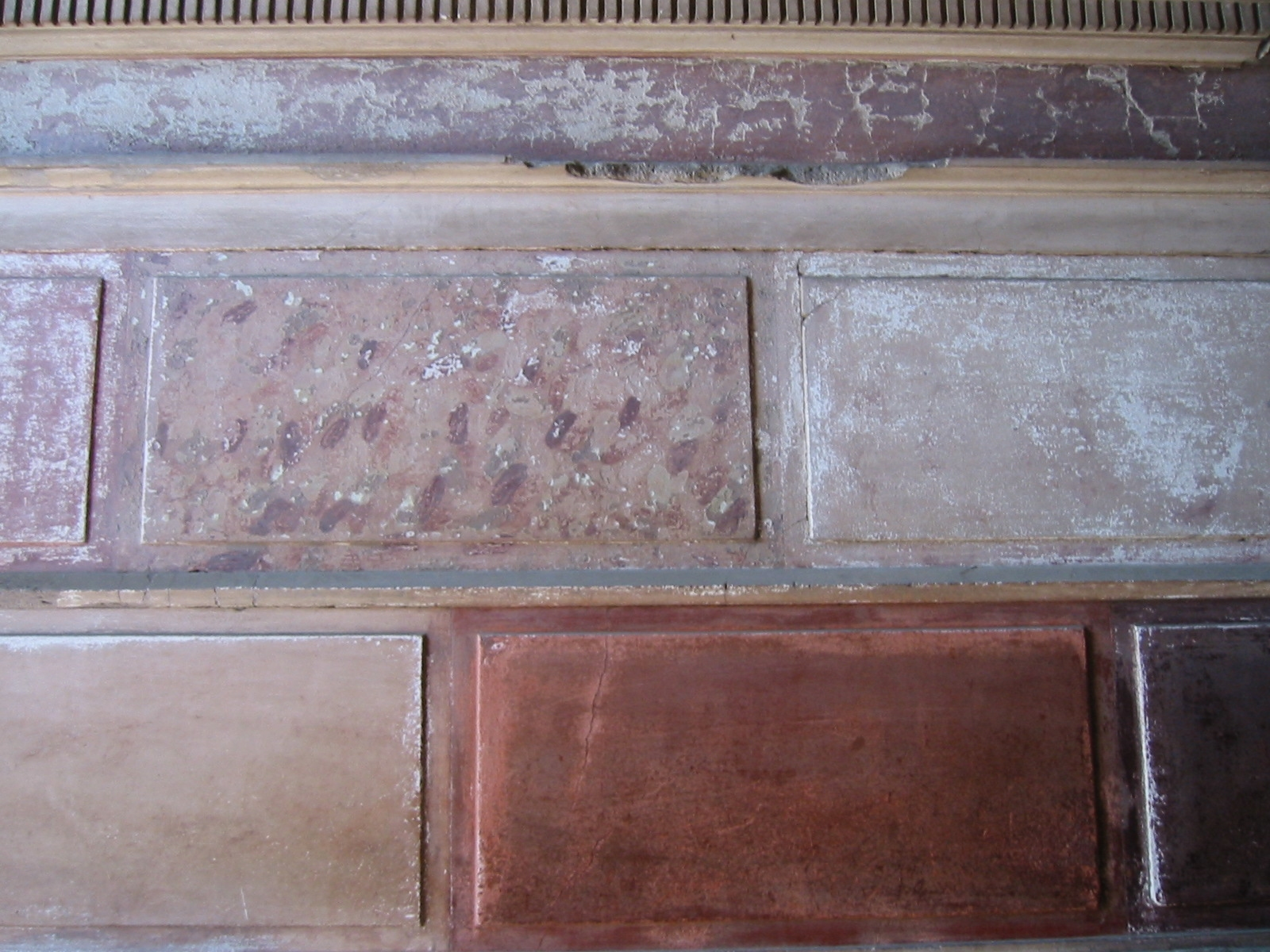
Wandschildering uit Herculaneum, eerste stijl.

### Eerste stijl: incrustatiestijl
Periode: 200-90 v.Chr.

Kenmerken: Deze stijl kenmerkt zich door de imitatie van gekleurde marmeren platen (crustae). Het moest lijken of de wand bedekt was met kostbaar marmer. Deze stijl is niet exclusief Romeins, maar komt in de hele hellenistische wereld voor.

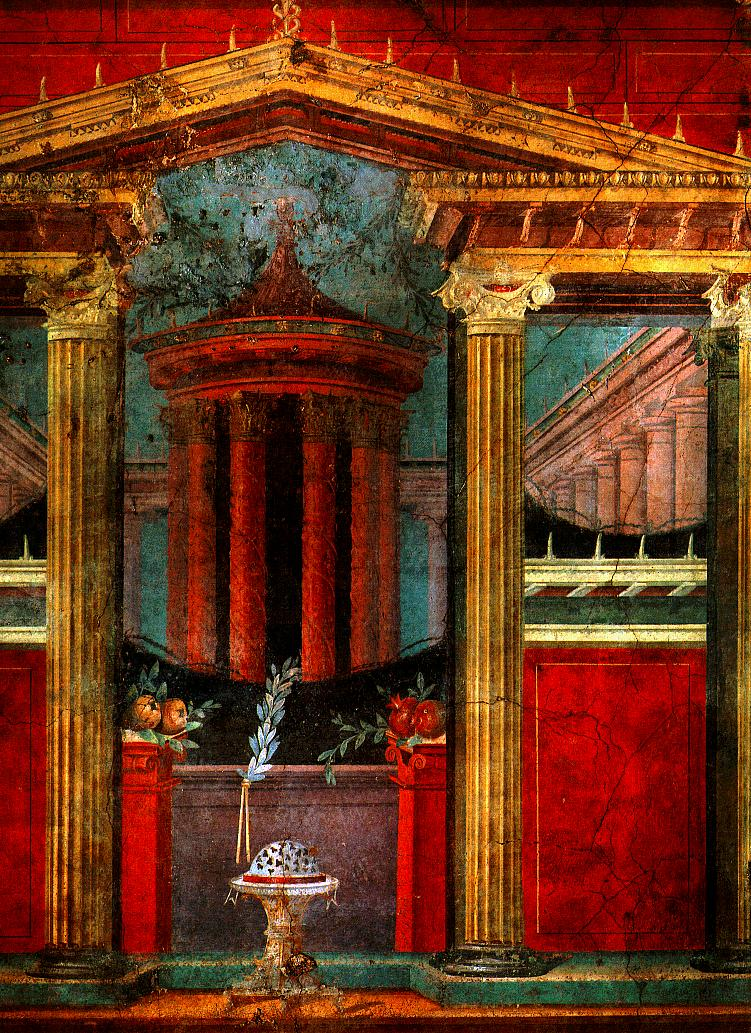
Fresco in de tweede stijl uit de Villa van Fannius Synistor te Boscoreale (nu in het Metropolitan Museum of Art te New York).

### Tweede stijl: architectuurstijl
Periode: 90-20/15 v.Chr.

Kenmerken: De schildering van marmeren platen wordt in deze stijl gecombineerd met zuilen. Zo ontstaat de illusie dat men kijkend naar de wand een verder liggende ruimte in kijkt. De wand wordt ook inspringend weergegeven en met ramen en openingen die uitzicht bieden op bijvoorbeeld een tholos. Ook zijn er wel deuren die open lijken te kunnen. In een latere fase gaat de afsluitende dwarswand ook wel naar beneden en wordt erboven een uitzicht op een achterliggende zuilenhal geschilderd. De architectonische elementen worden opgesierd met ornamenten als theatermaskers en metalen vaatwerk. Aan het eind van de tweede stijl verdwijnen de doorkijkjes weer en komt er een centrale aedicula tussen de zuilen met een grote schildering.
Voorbeelden van deze stijl zijn het cubiculum van de Villa van Fannius Synistor uit Boscoreale (zie afbeelding), de beroemde fresco’s uit de Villa dei misteri in Pompeï, fresco’s uit het Huis van Livia in Rome, een aantal van de fresco’s uit de Villa van Poppaea te Oplontis en de Odysseeschilderingen uit een Romeins huis op de Esquilijn (nu in de Vaticaanse Musea).

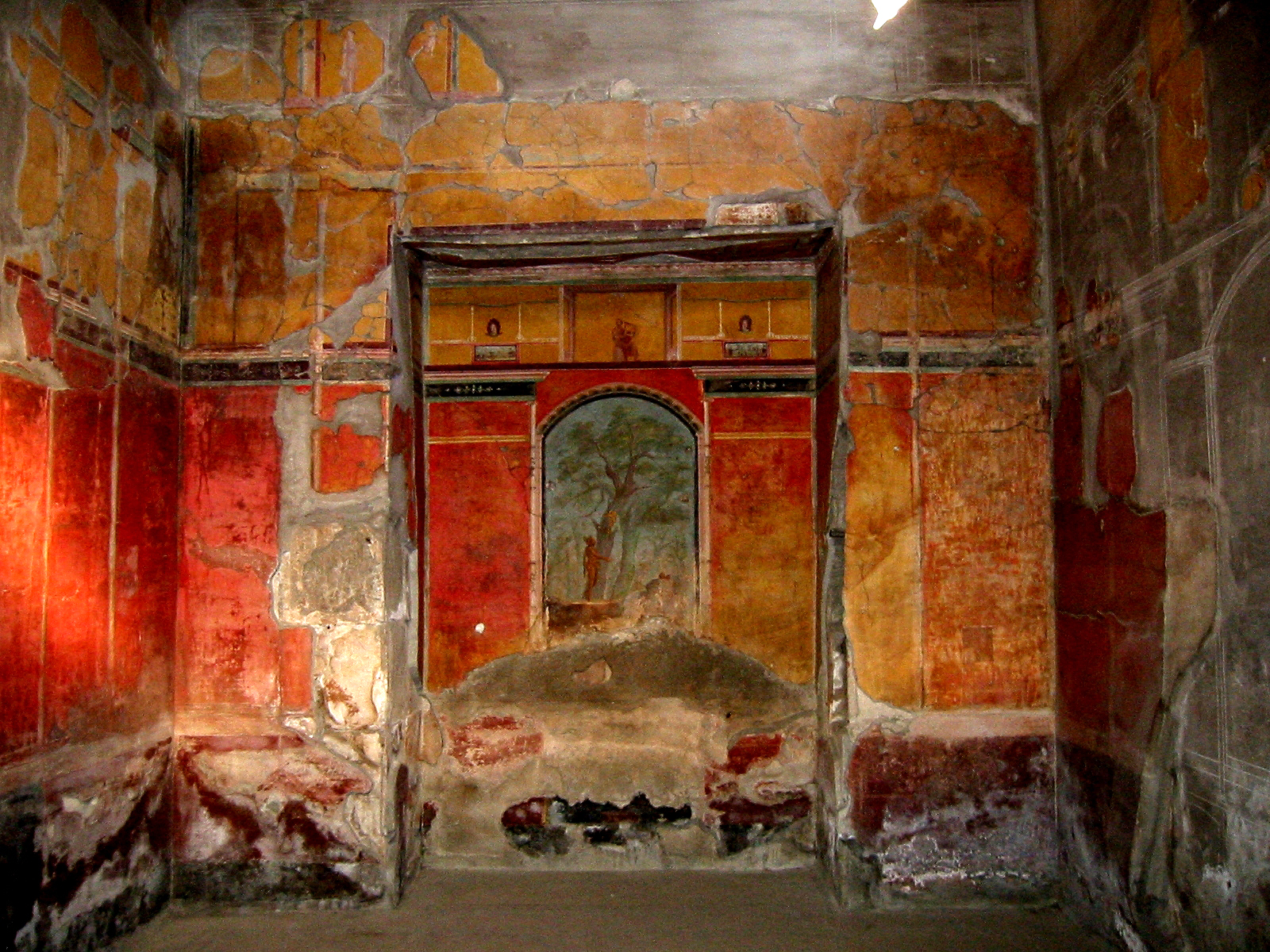
Caldarium in de Villa van Poppaea te Oplontis.

### Derde stijl: ornamentele stijl
Periode: 20/15 v.Chr.-45 n.C.

Kenmerken: In de derde stijl is de wand ingedeeld in vlakken. De zuilen zijn zeer slank en dienen niet meer om architectuur na te bootsen, maar om de wand in te delen. Ook andere elementen zoals kandelabers worden voor de indeling gebruikt. De wand is vaak horizontaal in drieën gedeeld: sokkel, middenzone en bovenzone. Ook verticaal is er vaak een driedeling, zodat er een duidelijk middenpaneel ontstaat waarop een groot figuurstuk werd geschilderd. Dat lijkt zo haast een los opgehangen schilderij. De onderwerpen van deze figuurstukken zijn meestal aan de Griekse mythologie ontleend. Op de vlakken naast het middenpaneel zijn er meestal kleinere schilderijtjes en komen vaak tuinen voor. Aan het eind van deze stijlperiode komen architectuurelementen in de bovenzone terug.

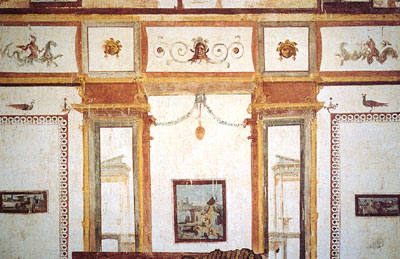
Fresco uit de Domus Aurea, Rome.

### Vierde stijl: barokke stijl
Periode: 45-100 n.C.

Kenmerken: In deze periode worden er weer architectuurelementen toegevoegd: niet alleen in de bovenzone is er een doorkijk, maar ook naast het figuurstuk worden verticale stroken geopend, die uitzicht bieden op een zuilengalerij of imitaties van theaterdecors. Het figuurstuk is nu vrijwel vierkant. De andere vlakken worden weergegeven als een soort wandkleden. Het geheel is druk versierd met architectonische elementen, kleine figuren, maskers en stillevens. Sommige wanden lijken wel een weergave van een theaterwand versierd met zuilen en beelden.
Tot de bekendste voorbeelden van de vierde stijl behoren veel fresco’s uit het Huis van de Vettii in Pompeï, de schilderingen uit de Tempel van Isis in Pompeï (nu in het Archeologisch Museum te Napels) en de fresco’s uit de Domus Aurea in Rome.
Architectuur · Beeldhouwkunst · Literatuur · Muziek · Schilderkunst